# Centre international de formation européenne
Centre international de formation européenne (CIFE) je organizace, která se zabývá kurzy Evropských studií, jakožto i organizací konferencí, seminářů a publikací akademického materiálu. Založil ji Alexandre Marc v roce 1954 jako soukromou neziskovou mezinárodní organizaci.

## Aktivity CIFE
Náplní jednotlivých projektů CIFE jsou vzdělávací a výzkumné aktivity, zabývající se evropskou integrací, federalismem, regionalismem a změnami ve struktuře soudobé společnosti dle perspektivy federalizace.

## European Online Academy
CIFE organizuje European Online Academy: studijní program vytvořen za pomoci Jean Monnet Chair, University of Cologne zejména pro mladé profesionály, pracovníky veřejného i soukromého sektoru, kteří chtějí prohloubit a zlepšit svou znalost historických fakt i problémů současné Evropy, zejména politických, ekonomických a právních otázek vzhledem k EU.
Tato kritéria naplňuje jednoletý Certificate in EU Studies Online (30 ECTS). Z důvodu specializace na jeden ze základních předmětů (politologie, ekonomie a právo EU) se účastníci mohou zapojit do druhého ročníku magisterského studia, přičemž přístup k otázkám a úkolům je v zásadě interdisciplinární. Úspěšní jsou oceněni titulem Executive Master in EU Studies Online (90 ECTS), a to za současného profesního života.
Další výhodou e-learning programu jsou databáze potřebných studijních materiálů či interaktivní komunikace se studenty i vyučujícími. Účastníci i experti se osobně setkávají na 4 víkendových seminářích ročně, a to zejména v Berlíně, Bruselu, Budapešti, Římě či Istanbulu, což vytváří kompletní interaktivitu.

## Letní školy
CIFE organizuje konference, kolokvia, semináře a zejména letní university v různých lokalitách a jazycích.
Severoamerická evropská letní škola, Zámek Hofen, Rakousko. Hlavní téma: “Vztahy mezi Severní Amerikou a Evropou”
- vyučovací jazyk – angličtina

Letní universita, Kišiněv, Moldávie. Hlavní téma: “Region Černého moře v rozšiřující se EU”
- vyučovací jazyk – francouzština

Letní universita v Chorvatsku, Zadar. Hlavní téma: “Činnost EU v otázkách změn klimatu a životního prostředí – problémy a perspektiva”
- vyučovací jazyk – francouzština

Mezinárodní letní škola v Opole, Berlíně a Štrasburku. Hlavní téma: “Národnostní menšiny – Včera a dnes”
- vyučovací jazyk – němčina

Letní universita v Turecku, Istanbul. Hlavní téma: “Vztahy mezi EU a Tureckem”
- vyučovací jazyk – angličtina

Letní universita v Bulharsku, Sofia, Silistra. Hlavní téma: “Práva v Evropě – efektivní aplikace komunitárního práva v členských zemích”
- vyučovací jazyk – francouzština

## Ostatní aktivity CIFE
V roce 1964 CIFE založilo za pomoci města Nice a Evropské komise vlastní vysokoškolský institut – Institut européen des Hautes Etudes Internationales (IEHEI), který spolupracuje s mnoha universitami, např. z Německa, Itálie, Turecka a zemí Střední a Východní Evropy. Programy jsou veskrze Evropské a Mezinárodní studia. Výhodou IEHEI je její mezinárodnost, ať už mezi studenty či experty z mnoha významných universit.
Master in Advanced European and International Studies
- Trojjazyčný kurz – v Berlíně a Nice
- Anglický kurz – v Istanbulu

Publikace
- L’Europe en formation – Časopis o studiu evropské integrace a federalismu
- Le Courrier de l'Europe